# Фёдор Васильевич Третной
Фёдор Васильевич Третной (ум. 1503) — удельный князь рязанский, сын великого князя рязанского Василия Ивановича от брака с великой княжной московской Анной Васильевной, племянник великого князя московского Ивана III Васильевича.
После смерти отца (1483 г.) получил по его завещанию в удел гг. Перевитск и Старую Рязань, а также треть доходов с Переяславля-Рязанского (откуда и прозвище).
В 1493 г. с рязанскими полками участвовал в походе московской рати в Литву и осаждал гг. Серпейск и Мещовск, занятые литовцами.
В 1496 г. заключил с братом, великим князем рязанским Иваном Васильевичем, договор, по которому Фёдор Васильевич обещал «его (Ивана) великое княжение держать честно и грозно без обиды»; в случае бездетности Ивана, великое княжение переходит после его смерти к Фёдору Васильевичу, а если у последнего не будет детей, то его удел перейдет к Ивану, который, со своей стороны, дал обещание «печаловаться» о младшем брате и его отчине.
В 1502 г. участвовал в походе московского войска против хана Большой Орды Шейх-Мухаммеда, а затем в неудачном походе сына Ивана III Дмитрия Жилки на Смоленск.
Умер бездетным в 1503 г., отдав перед смертью Ивану III весь свой удел — треть рязанских городов, в том числе Старую Рязань и Тулу.

## Семья
Отец: Василий Иванович (1447—1483) — Великий князь рязанский (1456—1483).
Мать: Анна Васильевна (1450—1501) — единственная дочь великого князя московского Василия Тёмного.
Братья:
- Иван (1467—1500) — великий князь рязанский (1483—1500).
- Пётр (1468 — до 1483)

Сестра:
- Анна — жена князя Фёдора Ивановича Бельского